# Campionati europei di atletica leggera 2012 - 100 metri piani maschili
La competizione si è svolta tra il 27 ed il 28 luglio 2012.

## Podio
| #       | Atleta              | Nazionalità | Tempo | Note                                     |
| ------- | ------------------- | ----------- | ----- | ---------------------------------------- |
| Oro     | Christophe Lemaitre | Francia     | 10"09 |                                          |
| Argento | Jimmy Vicaut        | Francia     | 10"12 | Miglior prestazione personale stagionale |
| Bronzo  | Jaysuma Saidy Ndure | Norvegia    | 10"17 |                                          |

## Record
Prima di questa competizione, il record del mondo (RM), il record europeo (EU) ed il record dei campionati (RC) sono i seguenti:
| Record                | Prestazione | Atleta                      | Data                             | Competizione                                |
| --------------------- | ----------- | --------------------------- | -------------------------------- | ------------------------------------------- |
| Record mondiale       | 9"58        | Usain Bolt Giamaica         | 16 agosto 2009 Berlino, Germania | Campionati del mondo 2009                   |
| Record europeo        | 9"86        | Francis Obikwelu Portogallo | 22 agosto 2004 Atene, Grecia     | Giochi della XVIII Olimpiade                |
| Record dei campionati | 9"99        | Francis Obikwelu Portogallo | 8 agosto 2006 Göteborg, Svezia   | Campionati europei di atletica leggera 2006 |

## Risultati

### 1º turno
Passano i primi 4 in ogni batteria (Q) e i 4 migliori tempi (q)

#### Batteria 1
| Posizione | Corsia | Nome               | Nazionalità   | Tempo           | Note |
| --------- | ------ | ------------------ | ------------- | --------------- | ---- |
| 1         |        | Jimmy Vicaut       | Francia       | 10"18           | Q    |
| 2         |        | Serhiy Smelyk      | Ucraina       | 10"32           | Q    |
| 3         |        | Fabio Cerutti      | Italia        | 10"36           | Q    |
| 4         |        | Mark Lewis-Francis | Gran Bretagna | 10"39           | Q    |
| 5         |        | Rolf Fongué        | Svizzera      | 10"53           | q    |
| 6         |        | Matic Osovnikar    | Slovenia      | 10"60           |      |
| 7         |        | Eetu Rantala       | Finlandia     | 10"73           |      |
|           |        |                    |               | Vento: +1.4 m/s |      |

#### Batteria 2
| Posizione | Corsia | Nome              | Nazionalità | Tempo           | Note |
| --------- | ------ | ----------------- | ----------- | --------------- | ---- |
| 1         |        | Rytis Sakalauskas | Lituania    | 10"23           | Q    |
| 2         |        | Ronalds Arajs     | Lettonia    | 10"28           | Q    |
| 3         |        | Reto Schenkel     | Svizzera    | 10"38           | Q    |
| 4         |        | Jason Smyth       | Irlanda     | 10"47           | Q    |
| 5         |        | Arnaldo Abrantes  | Portogallo  | 10"49           | q    |
| 6         |        | Ruslan Abbasov    | Azerbaigian | 10"58           | q    |
| 6         |        | Izzet Safer       | Turchia     | DNF             |      |
|           |        |                   |             | Vento: +1.0 m/s |      |

#### Batteria 3
| Posizione | Corsia | Nome                   | Nazionalità   | Tempo           | Note |
| --------- | ------ | ---------------------- | ------------- | --------------- | ---- |
| 1         |        | Christophe Lemaitre    | Francia       | 10"14           | Q    |
| 2         |        | Harry Aikines-Aryeetey | Gran Bretagna | 10"27           | Q    |
| 3         |        | Julian Reus            | Germania      | 10"31           | Q    |
| 4         |        | Jacques Riparelli      | Italia        | 10"42           | Q    |
| 5         |        | Demitri Barski         | Israele       | 10"59           |      |
| 6         |        | Cătălin Cîmpeanu       | Romania       | 10"65           |      |
| 7         |        | Panagiotis Ioannou     | Cipro         | 10"67           |      |
|           |        |                        |               | Vento: +0.4 m/s |      |

#### Batteria 4
| Posizione | Corsia | Nome                    | Nazionalità | Tempo          | Note |
| --------- | ------ | ----------------------- | ----------- | -------------- | ---- |
| 1         |        | Lucas Jakubczyk         | Germania    | 10"26          | Q    |
| 2         |        | Simone Collio           | Italia      | 10"31          | Q    |
| 3         |        | Jan Veleba              | Rep. Ceca   | 10"48          | Q    |
| 4         |        | Richard Pulst           | Estonia     | 10"57          | Q    |
| 5         |        | Mikel De Sa             | Andorra     | 11"26          |      |
| 6         |        | Georgi Kirilov Georgiev | Bulgaria    | DNF            |      |
|           |        | Ángel David Rodríguez   | Spagna      | DNS            |      |
|           |        |                         |             | Vento: 0.0 m/s |      |

#### Batteria 5
| Posizione | Corsia | Nome                | Nazionalità | Tempo           | Note |
| --------- | ------ | ------------------- | ----------- | --------------- | ---- |
| 1         |        | Jaysuma Saidy Ndure | Norvegia    | 10"24           | Q    |
| 2         |        | Dariusz Kuć         | Polonia     | 10"26           | Q    |
| 3         |        | Emmanuel Biron      | Francia     | 10"28           | Q    |
| 4         |        | Stefan Tärnhuvud    | Svezia      | 10"35           | Q    |
| 5         |        | Rostislav Sulc      | Rep. Ceca   | 11"56           | q    |
| 6         |        | Rachid Chouhal      | Malta       | 10"86           |      |
|           |        | Tobias Unger        | Germania    | DNS             |      |
|           |        |                     |             | Vento: +1.7 m/s |      |

#### Sommario
| Posizione | Batteria | Corsia | Nome                    | Nazionalità   | Tempo | Note |
| --------- | -------- | ------ | ----------------------- | ------------- | ----- | ---- |
| 1         | 3        |        | Christophe Lemaitre     | Francia       | 10"14 | Q    |
| 2         | 1        |        | Jimmy Vicaut            | Francia       | 10"18 | Q    |
| 3         | 2        |        | Rytis Sakalauskas       | Lituania      | 10"23 | Q    |
| 4         | 5        |        | Jaysuma Saidy Ndure     | Norvegia      | 10"24 | Q    |
| 5         | 4        |        | Lucas Jakubczyk         | Germania      | 10"26 | Q    |
| 5         | 5        |        | Dariusz Kuć             | Polonia       | 10"26 | Q    |
| 7         | 3        |        | Harry Aikines-Aryeetey  | Gran Bretagna | 10"27 | Q    |
| 8         | 2        |        | Ronalds Arajs           | Lettonia      | 10"28 | Q    |
| 8         | 5        |        | Emmanuel Biron          | Francia       | 10"28 | Q    |
| 10        | 4        |        | Simone Collio           | Italia        | 10"31 | Q    |
| 10        | 3        |        | Julian Reus             | Germania      | 10"31 | Q    |
| 12        | 1        |        | Serhiy Smelyk           | Ucraina       | 10"32 | Q    |
| 13        | 5        |        | Stefan Tärnhuvud        | Svezia        | 10"35 | Q    |
| 14        | 1        |        | Fabio Cerutti           | Italia        | 10"36 | Q    |
| 15        | 2        |        | Reto Schenkel           | Svizzera      | 10"38 | Q    |
| 16        | 1        |        | Mark Lewis-Francis      | Gran Bretagna | 10"39 | Q    |
| 17        | 3        |        | Jacques Riparelli       | Italia        | 10"42 | Q    |
| 18        | 2        |        | Jason Smyth             | Irlanda       | 10"47 | Q    |
| 19        | 4        |        | Jan Veleba              | Rep. Ceca     | 10"48 | Q    |
| 20        | 2        |        | Arnaldo Abrantes        | Portogallo    | 10"49 | q    |
| 21        | 1        |        | Rolf Fongué             | Svizzera      | 10"53 | q    |
| 22        | 5        |        | Rostislav Sulc          | Rep. Ceca     | 10"56 | q    |
| 23        | 4        |        | Richard Pulst           | Estonia       | 10"57 | Q    |
| 24        | 2        |        | Ruslan Abbasov          | Azerbaigian   | 10"58 | q    |
| 25        | 3        |        | Demitri Barski          | Israele       | 10"59 |      |
| 26        | 1        |        | Matic Osovnikar         | Slovenia      | 10"60 |      |
| 27        | 3        |        | Cătălin Cîmpeanu        | Romania       | 10"65 |      |
| 28        | 3        |        | Panagiotis Ioannou      | Cipro         | 10"67 |      |
| 29        | 1        |        | Eetu Rantala            | Finlandia     | 10"73 |      |
| 30        | 5        |        | Rachid Chouhal          | Malta         | 10"86 |      |
| 31        | 4        |        | Mikel De Sa             | Andorra       | 11"26 |      |
|           | 4        |        | Georgi Kirilov Georgiev | Bulgaria      | 10"   | DNF  |
|           | 2        |        | Izzet Safer             | Turchia       | 10"   | DNF  |
|           | 4        |        | Ángel David Dríguez     | Spagna        | 10"   | DNS  |
|           | 5        |        | Tobias Unger            | Germania      | 10"   | DNS  |

### Semifinali
Passano in finale i primi 2 in ogni semifinale (Q) e i 2 migliori tempi (q).

#### Semifinale 1
| Posizione | Corsia | Nome                | Nazionalità | Tempo           | Note                                     |
| --------- | ------ | ------------------- | ----------- | --------------- | ---------------------------------------- |
| 1         |        | Jaysuma Saidy Ndure | Norvegia    | 10"13           | Q                                        |
| 2         |        | Rytis Sakalauskas   | Lituania    | 10"23           | Q                                        |
| 3         |        | Simone Collio       | Italia      | 10"30           | q                                        |
| 4         |        | Emmanuel Biron      | Francia     | 10"43           |                                          |
| 5         |        | Stefan Tärnhuvud    | Svezia      | 10"47           |                                          |
| 6         |        | Arnaldo Abrantes    | Portogallo  | 10"47           | Miglior prestazione personale stagionale |
| 7         |        | Rolf Fongué         | Svizzera    | 10"50           |                                          |
| 8         |        | Jan Veleba          | Rep. Ceca   | 10"60           |                                          |
|           |        |                     |             | Vento: +1.1 m/s |                                          |

#### Semifinale 2
| Posizione | Corsia | Nome                   | Nazionalità   | Tempo           | Note |
| --------- | ------ | ---------------------- | ------------- | --------------- | ---- |
| 1         |        | Christophe Lemaitre    | Francia       | 10"14           | Q    |
| 2         |        | Harry Aikines-Aryeetey | Gran Bretagna | 10"30           | Q    |
| 3         |        | Dariusz Kuć            | Polonia       | 10"38           |      |
| 4         |        | Julian Reus            | Germania      | 10"44           |      |
| 5         |        | Reto Schenkel          | Svizzera      | 10"48           |      |
| 6         |        | Fabio Cerutti          | Italia        | 10"50           |      |
| 7         |        | Jason Smyth            | Irlanda       | 10"52           |      |
| 8         |        | Ruslan Abbasov         | Azerbaigian   | 10"71           |      |
|           |        |                        |               | Vento: +0.1 m/s |      |

#### Semifinale 3
| Posizione | Corsia | Nome               | Nazionalità   | Tempo           | Note |
| --------- | ------ | ------------------ | ------------- | --------------- | ---- |
| 1         |        | Jimmy Vicaut       | Francia       | 10"22           | Q    |
| 2         |        | Serhiy Smelyk      | Ucraina       | 10"28           | Q    |
| 3         |        | Ronalds Arajs      | Lettonia      | 10"29           | q    |
| 4         |        | Lucas Jakubczyk    | Germania      | 10"32           |      |
| 5         |        | Jacques Riparelli  | Italia        | 10"33           |      |
| 6         |        | Mark Lewis-Francis | Gran Bretagna | 10"36           |      |
| 7         |        | Richard Pulst      | Estonia       | 10"57           |      |
| 8         |        | Rostislav Sulc     | Rep. Ceca     | 10"60           |      |
|           |        |                    |               | Vento: +0.8 m/s |      |

#### Sommario
| Posizione | Batteria | Corsia | Nome                   | Nazionalità   | Tempo | Note |
| --------- | -------- | ------ | ---------------------- | ------------- | ----- | ---- |
| 1         |          |        | Jaysuma Saidy Ndure    | Norvegia      | 10"13 | Q    |
| 2         |          |        | Christophe Lemaitre    | Francia       | 10"14 | Q    |
| 3         |          |        | Jimmy Vicaut           | Francia       | 10"22 | Q    |
| 4         |          |        | Rytis Sakalauskas      | Lituania      | 10"23 | Q    |
| 5         |          |        | Serhiy Smelyk          | Ucraina       | 10"28 | Q    |
| 6         |          |        | Ronalds Arajs          | Lettonia      | 10"29 | q    |
| 7         |          |        | Harry Aikines-Aryeetey | Gran Bretagna | 10"30 | Q    |
| 7         |          |        | Simone Collio          | Italia        | 10"30 | q    |
| 9         |          |        | Lucas Jakubczyk        | Germania      | 10"32 |      |
| 10        |          |        | Jacques Riparelli      | Italia        | 10"33 |      |
| 11        |          |        | Mark Lewis-Francis     | Gran Bretagna | 10"36 |      |
| 12        |          |        | Dariusz Kuć            | Polonia       | 10"38 |      |
| 13        |          |        | Emmanuel Biron         | Francia       | 10"43 |      |
| 14        |          |        | Julian Reus            | Germania      | 10"44 |      |
| 15        |          |        | Stefan Tärnhuvud       | Svezia        | 10"47 |      |
| 15        |          |        | Arnaldo Abrantes       | Portogallo    | 10"47 |      |
| 17        |          |        | Reto Schenkel          | Svizzera      | 10"48 |      |
| 18        |          |        | Fabio Cerutti          | Italia        | 10"50 |      |
| 18        |          |        | Rolf Fongué            | Svizzera      | 10"50 |      |
| 20        |          |        | Jason Smyth            | Irlanda       | 10"52 |      |
| 21        |          |        | Richard Pulst          | Estonia       | 10"57 |      |
| 22        |          |        | Rostislav Sulc         | Rep. Ceca     | 10"60 |      |
| 22        |          |        | Jan Veleba             | Rep. Ceca     | 10"60 |      |
| 24        |          |        | Ruslan Abbasov         | Azerbaigian   | 10"71 |      |

### Finale
| Posizione | Corsia | Nome                   | Nazionalità   | Tempo           | Note                                     |
| --------- | ------ | ---------------------- | ------------- | --------------- | ---------------------------------------- |
| Oro       |        | Christophe Lemaitre    | Francia       | 10"09           |                                          |
| Argento   |        | Jimmy Vicaut           | Francia       | 10"12           | Miglior prestazione personale stagionale |
| Bronzo    |        | Jaysuma Saidy Ndure    | Norvegia      | 10"17           |                                          |
| 4         |        | Harry Aikines-Aryeetey | Gran Bretagna | 10"31           |                                          |
| 5         |        | Serhiy Smelyk          | Ucraina       | 10"34           |                                          |
|           |        | Ronalds Arajs          | Lettonia      | DNF             |                                          |
|           |        | Rytis Sakalauskas      | Lituania      | DNF             |                                          |
|           |        | Simone Collio          | Italia        | DQ              |                                          |
|           |        |                        |               | Vento: -0.7 m/s |                                          |